# 吉恩·克拉普
吉恩·克拉普（英語：Gene Clapp，1949年11月19日—），美国男子赛艇运动员。他曾代表美国参加1972年夏季奥林匹克运动会赛艇比赛，获得男子八人单桨有舵手银牌。

## 家庭
弟弟查尔斯·克拉普。